# St. Peter (Zürich)

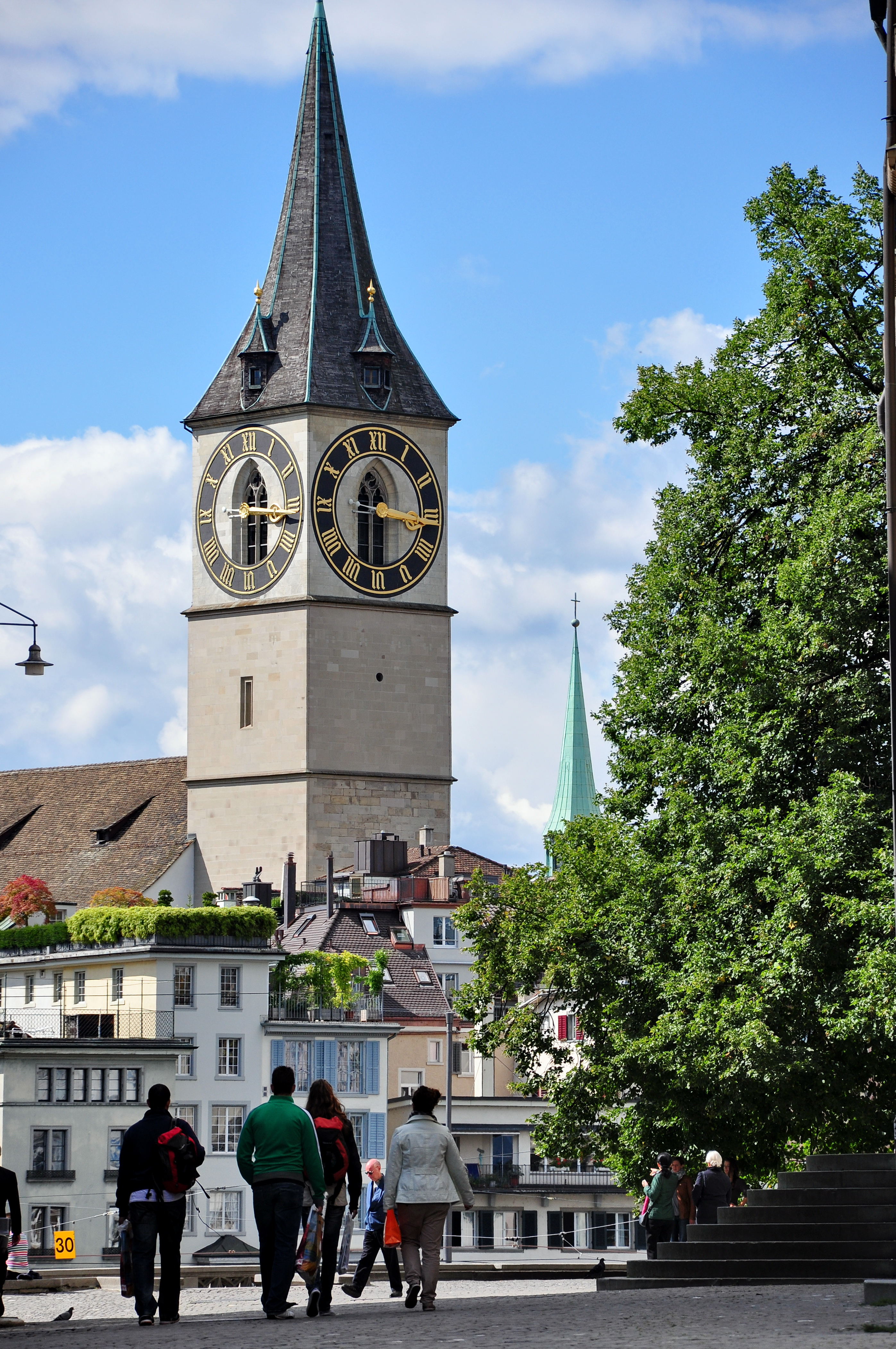
Ansicht vom Grossmünsterplatz

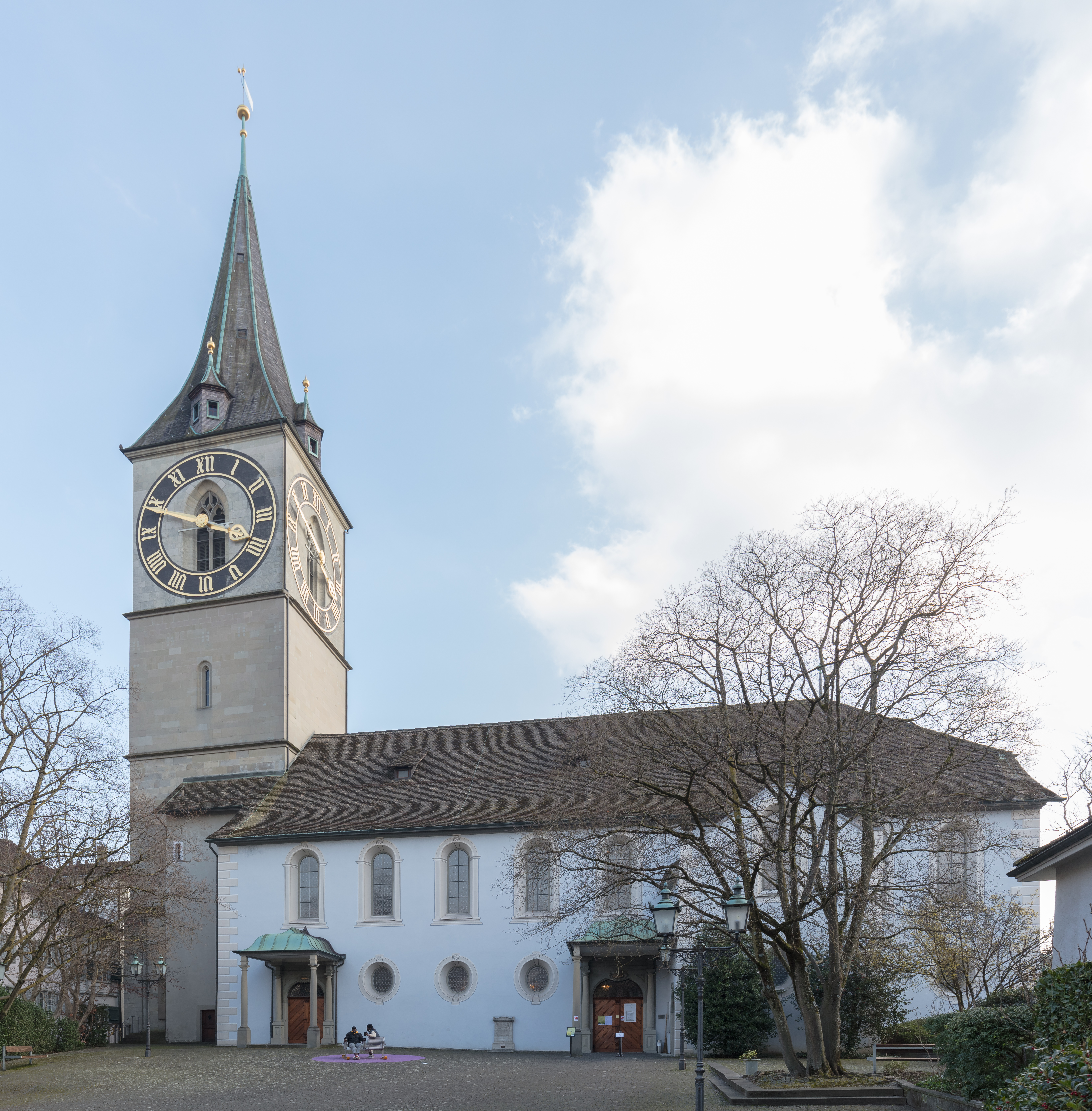
Ansicht von der St.-Peter-Hofstatt

St. Peter in Zürich ist eine der drei Altstadtkirchen, die die Silhouette von Zürich prägen. Sie befindet sich auf einem Hügel in der linksufrigen Altstadt nahe beim Lindenhof, wo die römische Siedlung Turicum und die kaiserliche Pfalz lagen. Mit einem Durchmesser von mehr als achteinhalb Meter verfügt die Turmuhr über das grösste Turmzifferblatt Europas.

## Geschichte

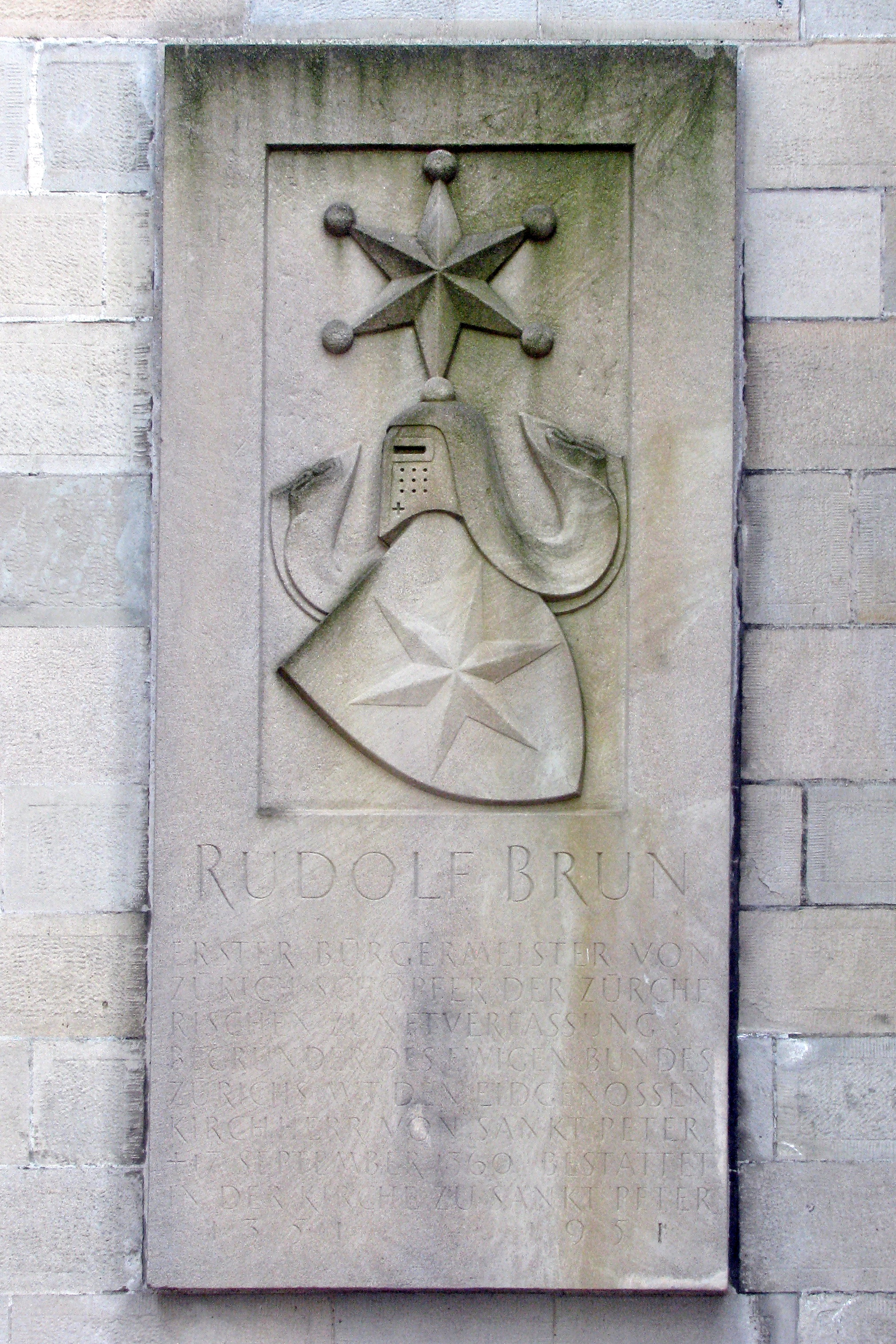
Gedenkstein für Rudolf Brun

Die Kirche wurde um 1000 durch eine frühromanische Kirche ersetzt. Um 1230 folgte ein spätromanischer Bau, von dem Chor und Turm erhalten sind. Im Chor wurde 1360 Rudolf Brun, der erste Bürgermeister von Zürich begraben. Eine Kopie der Grabplatte steht an der nördlichen Aussenseite. Das Kirchenschiff wurde um 1450 im gotischen Stil neu gebaut.
Das heutige, 1706 eingeweihte barocke Kirchenschiff war die erste Kirche, die in Zürich als reformierte Kirche gebaut wurde, aber längst nicht die erste Kirche an dieser Stelle: Archäologisch nachgewiesen ist ein 10 × 7 m messender Kirchenbau aus dem 8. oder 9. Jahrhundert. Eine Urkunde von 857 erwähnt den curtis sancti Petri, einen zur Kirche gehörenden Hof.

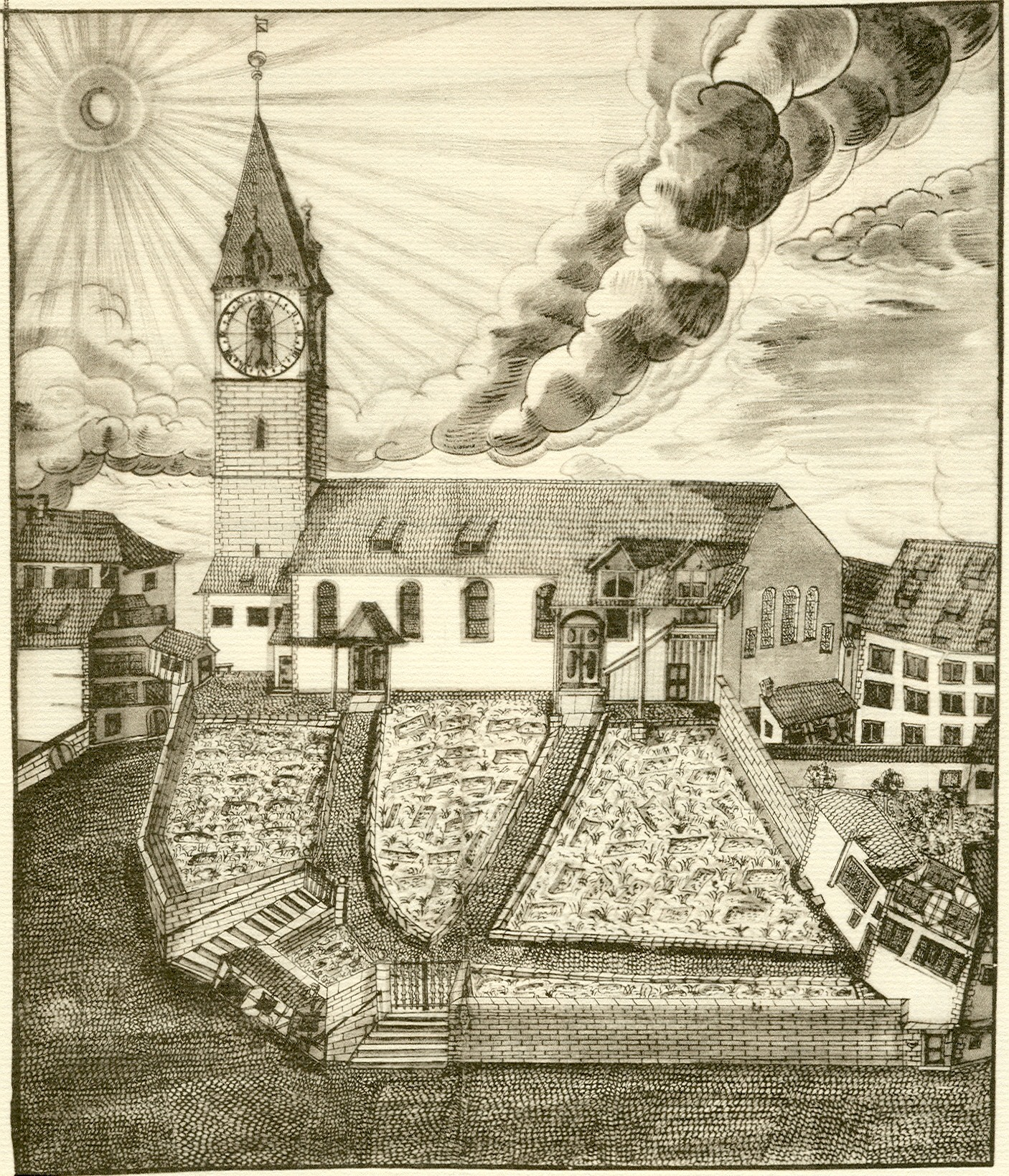
St. Peter um 1700, Federzeichnung von Gerold Escher

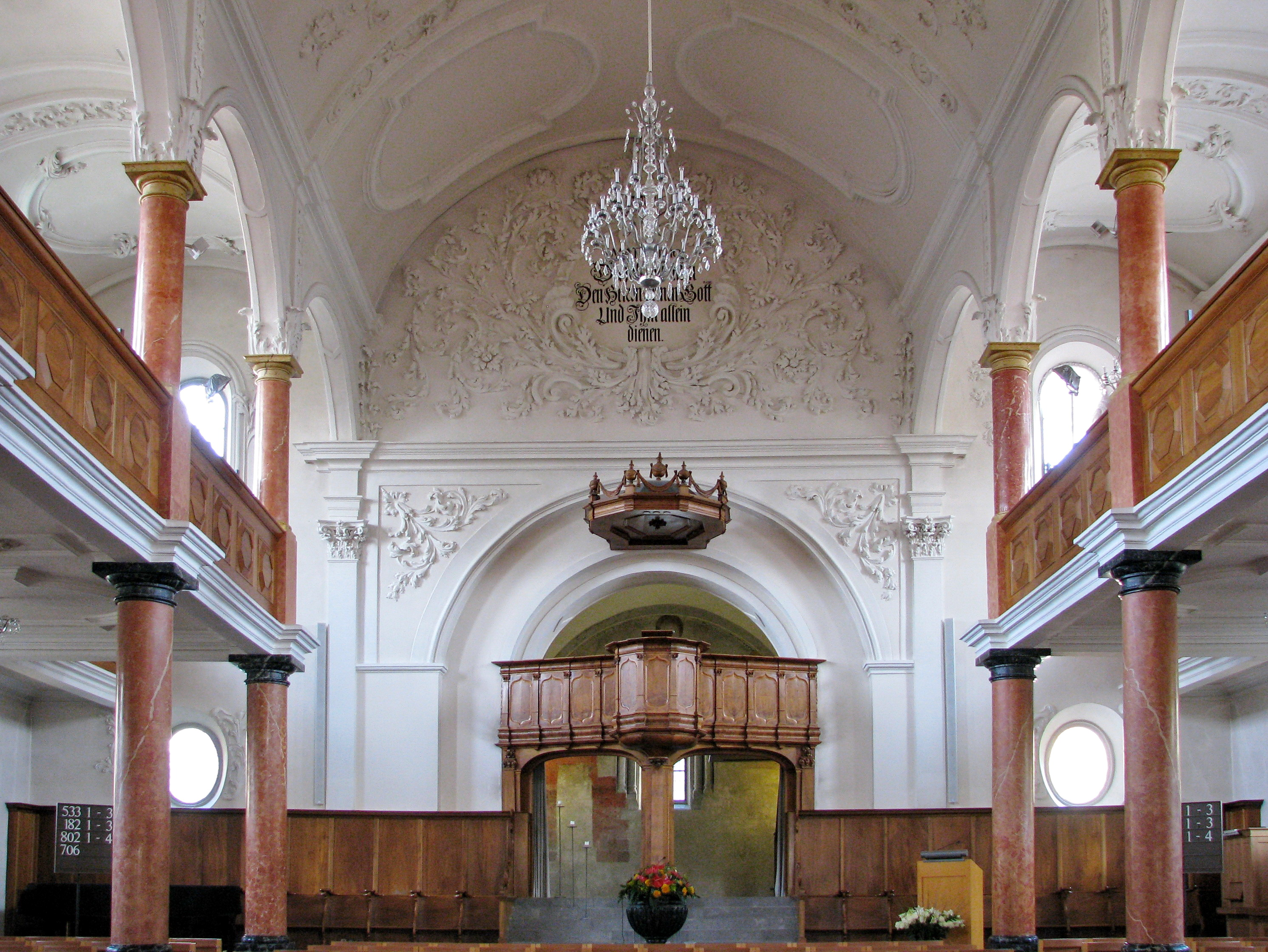
Innenansicht

In der Reformationszeit hatte die Peterskirche als Pfarrkirche von Zürich eine grosse Bedeutung. Ab 1522 war Leo Jud, ein enger Freund von Ulrich Zwingli, zwanzig Jahre lang Pfarrer von St. Peter und bekannt für seine ausgezeichneten Predigten. Er predigte frei und ohne Notizen, so dass solche nicht überliefert sind. Der Nachfolger von Jud war Rudolf Gwalter, der Schwiegersohn von Zwingli und Nachfolger von Heinrich Bullinger als Antistes von Zürich, der 33 Jahre im Amt blieb. 1555 wurden die vertriebenen Evangelischen Locarnos dieser Kirche zugewiesen, und der Italiener Bernardino Ochino wurde ihr Pfarrer bis 1563. In diesem Jahr wurde er vom Zürcher Rat wegen häretischen Ansichten verbannt.
Das neue Kirchenschiff, ein barocker Emporensaal, wurde in erstaunlich kurzer Zeit vollendet: Im Juni 1705 begann man mit dem Abbruch der alten Kirche und das Richtfest wurde im selben Jahr noch vor Weihnachten gefeiert, nach Urkunden der Kirchgemeinde mit 153 Pfund Rind- und Kalbfleisch und 165 Liter Wein.
Im nächsten Jahr kam der barocke Innenausbau mit Stuckaturen von Salomon Bürkli aus Zürich und Franz Schmuzer (1676–1741) aus Wessobrunn. Am 14. November 1706, nach einer Bauzeit von gut 17 Monaten, fand der Einweihungsgottesdienst statt, bei dem der Diakon «bei drei Stunden lang im Schweisse seines Angesichts, schriftgemäss und zur inniglichen Erbauung» predigte.
Die Kirche wurde von 1970 bis 1975 restauriert, wobei die Fassadenmalerei von 1705 wieder hergestellt wurde.

## Eigentümer
Die Peterskirche war die älteste und lange die einzige Pfarrkirche der Stadt Zürich, denn das Grossmünster, das Fraumünster und die Predigerkirche gehörten bis zur Reformation zu Klöstern.
Eine Besonderheit ist, dass der Turm und das Kirchenschiff verschiedene Eigentümer haben. Bis 1798 gehörte der Turm dem Stadtstaat Zürich, ab 1803 trat die Stadt Zürich die Rechtsnachfolge an. Genutzt wurde der Turm vor allem für feuerpolizeiliche Aufgaben, und bereits 1340 wurde der erste Hochwächter als Brandwache eingesetzt, welche bis 1911 bestand. Noch heute befindet sich der Turm in städtischem Besitz; Kirchenschiff, Glockenstuhl und Glocken sind Eigentum der Kirchgemeinde Zürich (früher der Kirchgemeinde St. Peter), ebenso der Anbau des Treppenhauses, das zum Turmeingang und zum Estrich führt.

## Orgel

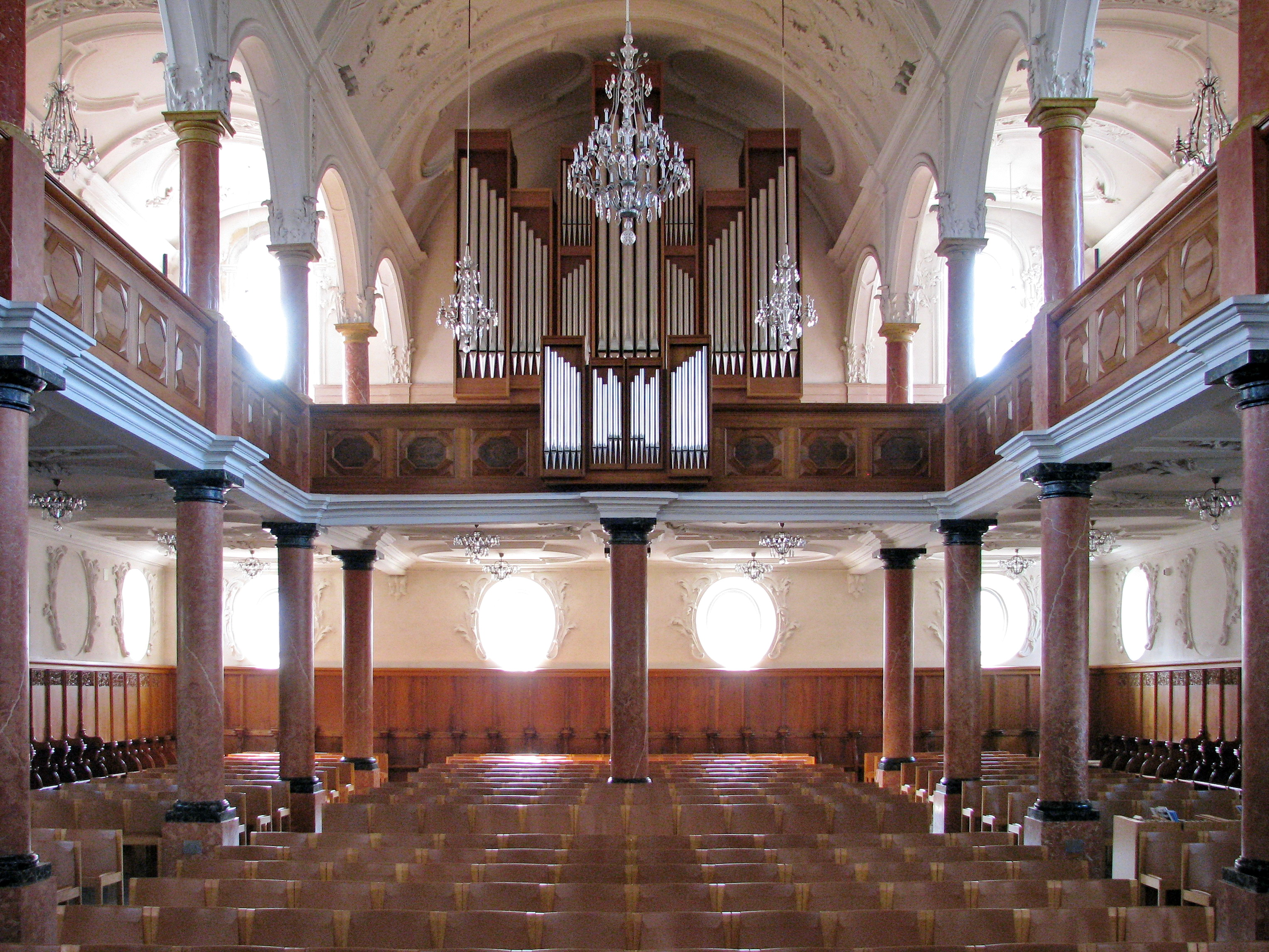
Inneres mit Orgelprospekt samt Rückpositiv

Die Orgel wurde 1974 von der Orgelbaufirma Manufacture d’Orgues Muhleisen (Strassburg) erbaut. Im Jahr 1997 erfolgte eine Restaurierung durch Wälti Orgelbau. Das Instrument verfügt über 52 Register auf drei Manualen und Pedal.
| I Hauptwerk C–g3 |     |
| Prinzipal        | 16′ |
| Prinzipal        | 8′  |
| Rohrgedeckt      | 8′  |
| Gemshorn         | 8′  |
| Oktave           | 4′  |
| Flöte            | 4′  |
| Superoktave      | 2′  |
| Cornett V        | 8′  |
| Mixtur IV–V      | 2′  |
| Scharf           | 1′  |
| Trompete         | 8′  |
| Clairon          | 4′  |

| II Rückpositiv C–g3 |       |
| Suavial             | 8′    |
| Gedeckt             | 8′    |
| Salicional          | 8′    |
| Prinzipal           | 4′    |
| Rohrflöte           | 4′    |
| Flautino            | 2′    |
| Gemsquinte          | 1 ⁄3′ |
| Oktave              | 1′    |
| Zimbel III          | 2⁄3′  |
| Krummhorn           | 8′    |
| Schalmei            | 4′    |
| Tremulant           |       |

| III Schwellwerk C–g3 |        |
| Gedeckt              | 16′    |
| Prinzipal            | 8′     |
| Koppelflöte          | 8′     |
| Flûte harm.          | 8′     |
| Zartgedeckt          | 8′     |
| Viola da gamba       | 8′     |
| Voix céleste         | 8′     |
| Oktave               | 4′     |
| Flöte                | 4′     |
| Nazard               | 2 ⁄3′  |
| Octave               | 2′     |
| Terz                 | 1 3⁄5′ |
| Mixtur V             | 1 ⁄3′  |
| Bombarde             | 16′    |
| Trompete             | 8′     |
| Oboe                 | 8′     |
| Clairon              | 4′     |
| Tremulant            |        |

| Pedalwerk C–g1 |     |
| Prinzipalbass  | 16′ |
| Subbass        | 16′ |
| Gedecktbass    | 16′ |
| Prinzipal      | 8′  |
| Spitzflöte     | 8′  |
| Gedecktbass    | 8′  |
| Oktave         | 4′  |
| Nachthorn      | 2′  |
| Mixtur III     | 4′  |
| Posaune        | 16′ |
| Trompete       | 8′  |
| Clairon        | 4′  |

- Koppeln: II/I, III/I, III/II, I/P, II/P, III/P

## Turm
Der Turm ist älter als die heutige Kirche und hatte bereits um 1500 die heutige Gestalt. In vor- und frühromanischer Zeit war die Kirche ein turmloser Bau. Der erste dreigeschossige Turm entstand Anfang des 13. Jahrhunderts; das erste Geschoss mit romanischem Kreuzrippengewölbe ist im Originalzustand erhalten. Eine Erhöhung und das Aufsetzen eines neuen Turmhelms erfolgte um 1450. Der Helm wurde letztmals 1996 mit 42'000 Schindeln aus Lärchenholz aus dem Engadin neu gedeckt.
Der heute fünfgeschossige Turm kann im Rahmen von Führungen besichtigt werden. Die Geschosse umfassen eine Ausstellung zur Baugeschichte, den Läutboden mit historischen Exemplaren der Läuttechnik, die Uhrenstube mit der historischen und der heutigen Turmuhr, die Glockenstube mit fünf Glocken und dem Antrieb der Turmziffernblätter und das Wächtergeschoss mit der historischen Türmerstube des Feuerwächters.

## Turmuhr

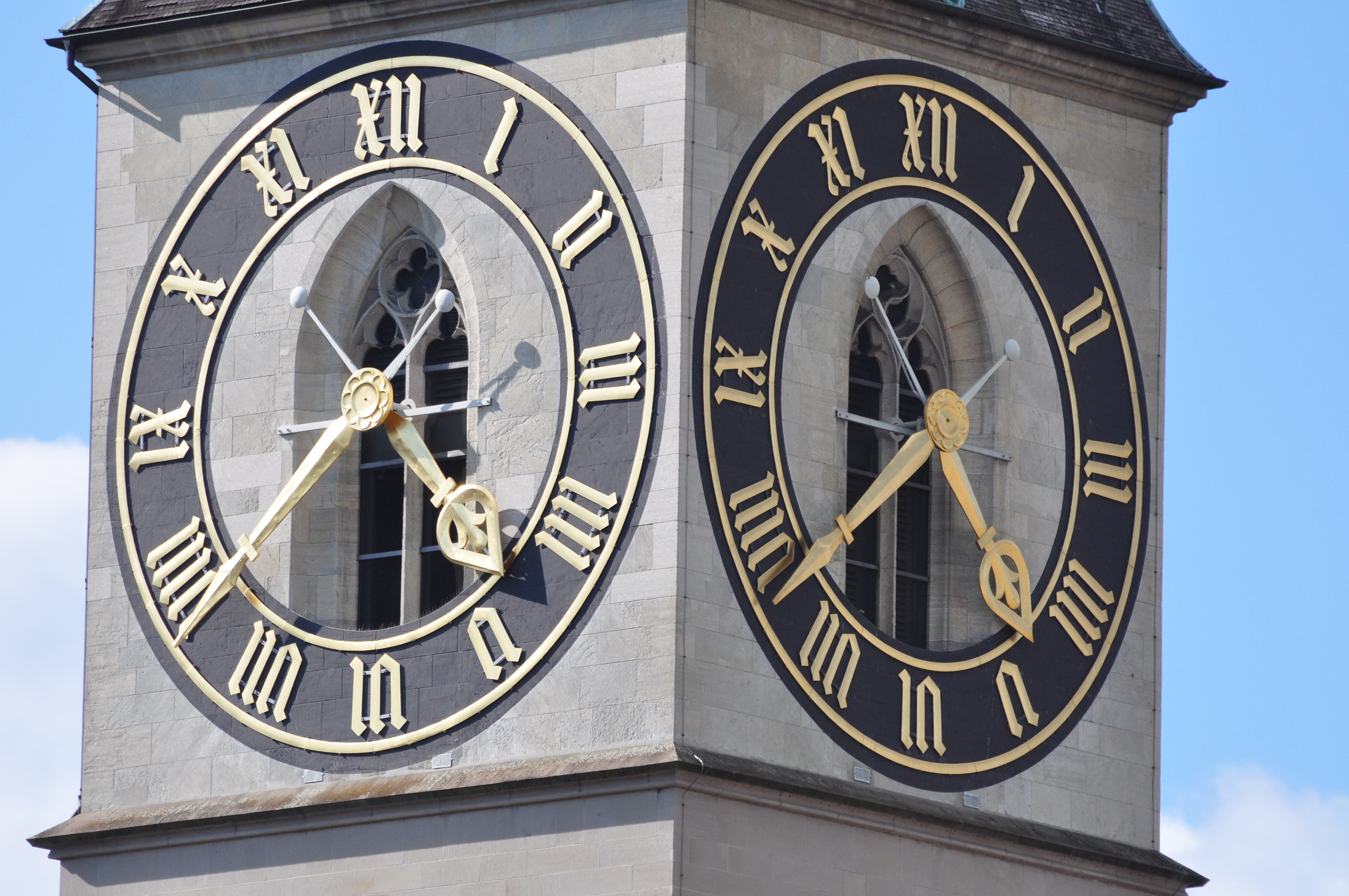
Sicht von der Wasserkirche auf die Zifferblätter von St. Peter

Die erste Uhr mit einem Stundenzeiger wurde 1366 eingebaut. Das Zifferblatt der Einzeigeruhr war gegen die Limmat, d. h. zum Stadtzentrum hin, ausgerichtet und zeigte die vollen Stunden an. Im 15. Jahrhundert erfolgte die Umstellung von der kirchlichen Gebets- zur städtischen Uhrzeit. Um 1460 wurde das Uhrwerk vom Halb- auf den Viertelstundenschlag umgestellt. Mit dem Ersatz der Schlaguhr wurden 1538 vier mächtige Zifferblätter auf alle vier Fassaden im vierten Turmgeschoss angebracht. Die Turmuhr war bis in das 18. Jahrhundert, als das Fraumünster ebenfalls mit einer Uhr ausgestattet wurde, die einzige öffentliche Uhr der Stadt. Deshalb herrscht heute die Meinung, beim Sechseläuten werde der Böögg genau dann angezündet, wenn St. Peter sechs Uhr anzeigt. In historischer Sicht ist dies freilich unzutreffend, da gemäss Ratsbeschluss vom 11. März 1525 die zweitgrösste Glocke des Grossmünsters abends um 6 Uhr den für das Sommerhalbjahr gültigen Feierabend verkündete.
Das 1535 von Hans Luterer gefertigte Uhrwerk im 3. Geschoss übertrug durch Stangen und Räder die Antriebskraft auf die Stundenzeiger. 1593/1594 wurde dieses Uhrwerk ersetzt, und 1675 wurde das Schlagwerk durch F. Bachofen zur Pendeluhr umgebaut, um damit die Genauigkeit zu erhöhen. Bis 1826 musste ein Uhrenrichter mittels eines Flaschenzugs, der die Gewichte hob, die Uhr täglich mehrmals aufziehen. Mit der Erneuerung des Zifferblatts wurde 1844 ein neues Uhrwerk mit Viertelstundenschlag durch den Uhrmacher Johann Rudolf Frech aus Zürich eingebaut. Die Elektrifizierung des Uhrwerks erfolgte 1873, die Unruh befand sich im Haus zum Rüden. 1972 wurde die Unruh durch eine vollautomatische Hauptuhr in der Uhrenstube des Kirchturms ersetzt. 1996 wurde das elektrifizierte mechanische Uhrwerk von 1844 durch eine zentrale Computeranlage, welche die vier Zeigerpaare direkt an den Achsen steuert, ersetzt.
Die Turmuhr von St. Peter zeigte ursprünglich Zürichs Lokalzeit an: Alle öffentlichen Uhren der Stadt hatten sich danach zu richten. Die Turmuhr verfügt mit einem Durchmesser von 8,64 Meter über das grösste Turmzifferblatt Europas, hergestellt von der Turmuhrenfabrik Andelfingen.
Das aktuelle Zifferblatt wurde 1927 vom Schweizer Grafiker Ernst Keller (1891–1968) entworfen. Die schwarzen Ringe sind direkt auf das Mauerwerk aufgemalt, die fast einen Meter hohen Ziffern und die zwei goldenen Kreise bestehen aus zwei Millimeter dickem doppelt vergoldetem Kupferblech.

## Glocken

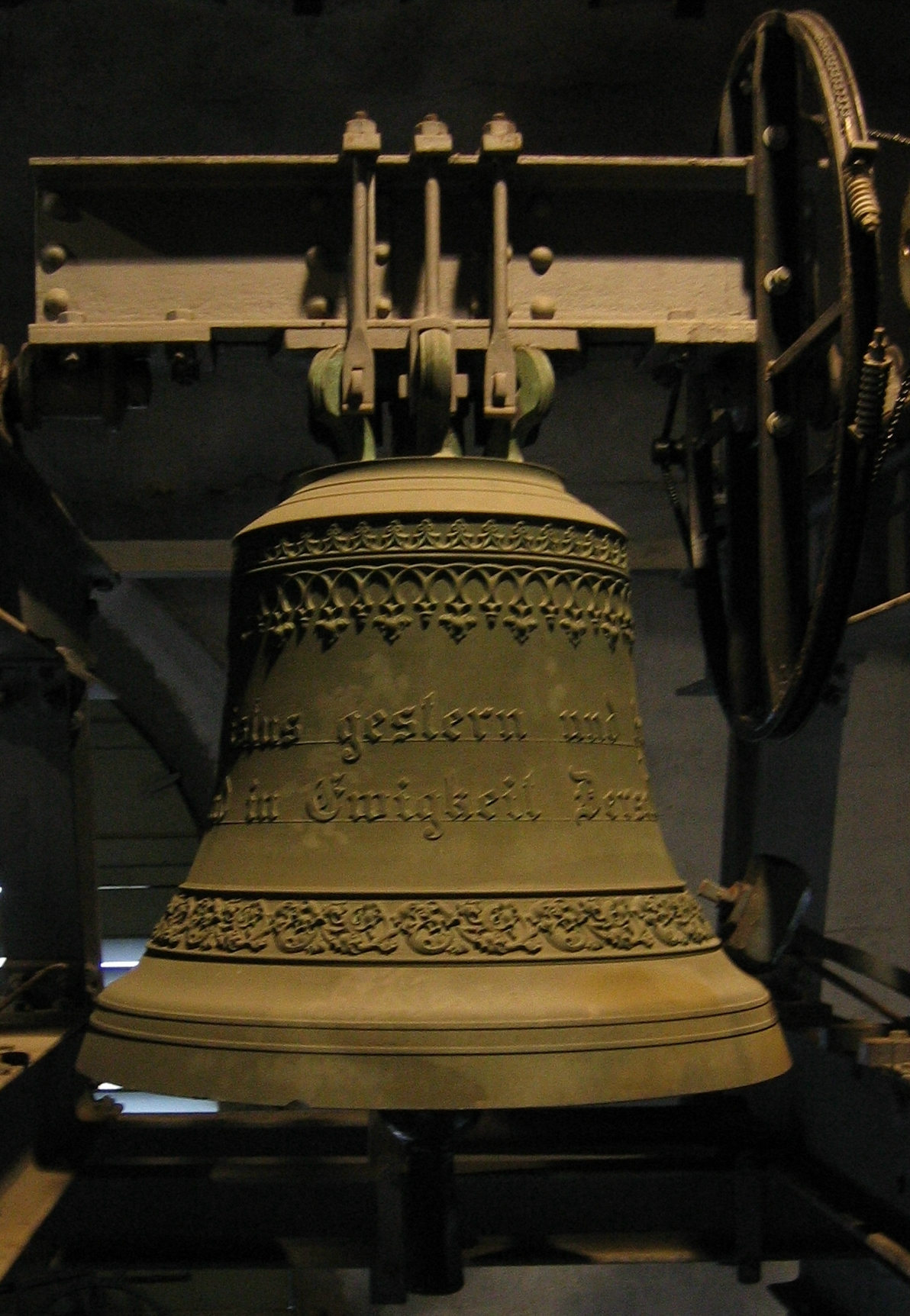
Sturmglocke (Glocke 4)

In der Glockenstube hängt ein fünfstimmiges Geläut. Es wurde 1880 von Jakob Keller gegossen. Das Vollgeläut ertönt zu allen Gottesdiensten und zum Einläuten des Sonntags am Samstagabend um 19:01 Uhr. Der Sonntag wird am Tag um 19:01 Uhr mit der größten Glocke ausgeläutet. Zu den Betzeiten um 7:01 und 19:01 Uhr läutet werktags die Betzeitglocke. Mittags um 11:01 Uhr und zum Vorläuten zum Sonntagsgottesdienst um 8:55 und 9:25 Uhr erklingt die Ruf- und Elfuhrglocke.
| Glocke | Name                  | Gewicht | Schlagton | Inschrift                                             |
| ------ | --------------------- | ------- | --------- | ----------------------------------------------------- |
| 1      | Totenglocke           | 6203 kg | as0       | Ehre sei Gott in den Höhen.                           |
| 2      | Ruf- und Elfuhrglocke | 2573 kg | c1        | Friede auf Erden.                                     |
| 3      | Betzeitglocke         | 1445 kg | es1       | Bete und arbeite.                                     |
| 4      | Sturmglocke           | 0582 kg | as1       | Christus gestern und heute und in Ewigkeit der selbe. |
| 5      | Taufglocke            | 0312 kg | c2        | Gott ist die Liebe.                                   |

## Pfarrer
- Leo Jud (1482–1542), Pfarrer von 1523 bis 1542
- Rudolf Gwalter (1519–1586), Pfarrer von 1542 bis 1575
- Bernardino Ochino (1487–1564), Pfarrer der italienischsprachigen Gemeinde 1555–1563, danach wegen häretischen Ansichten verbannt
- Stefan Gabriel (1570–1638), Pfarrer von 1620 bis 1622
- Johann Jakob Irminger (1585–1649), Diakon, Pfarrer und Dekan von 1618 bis 1645

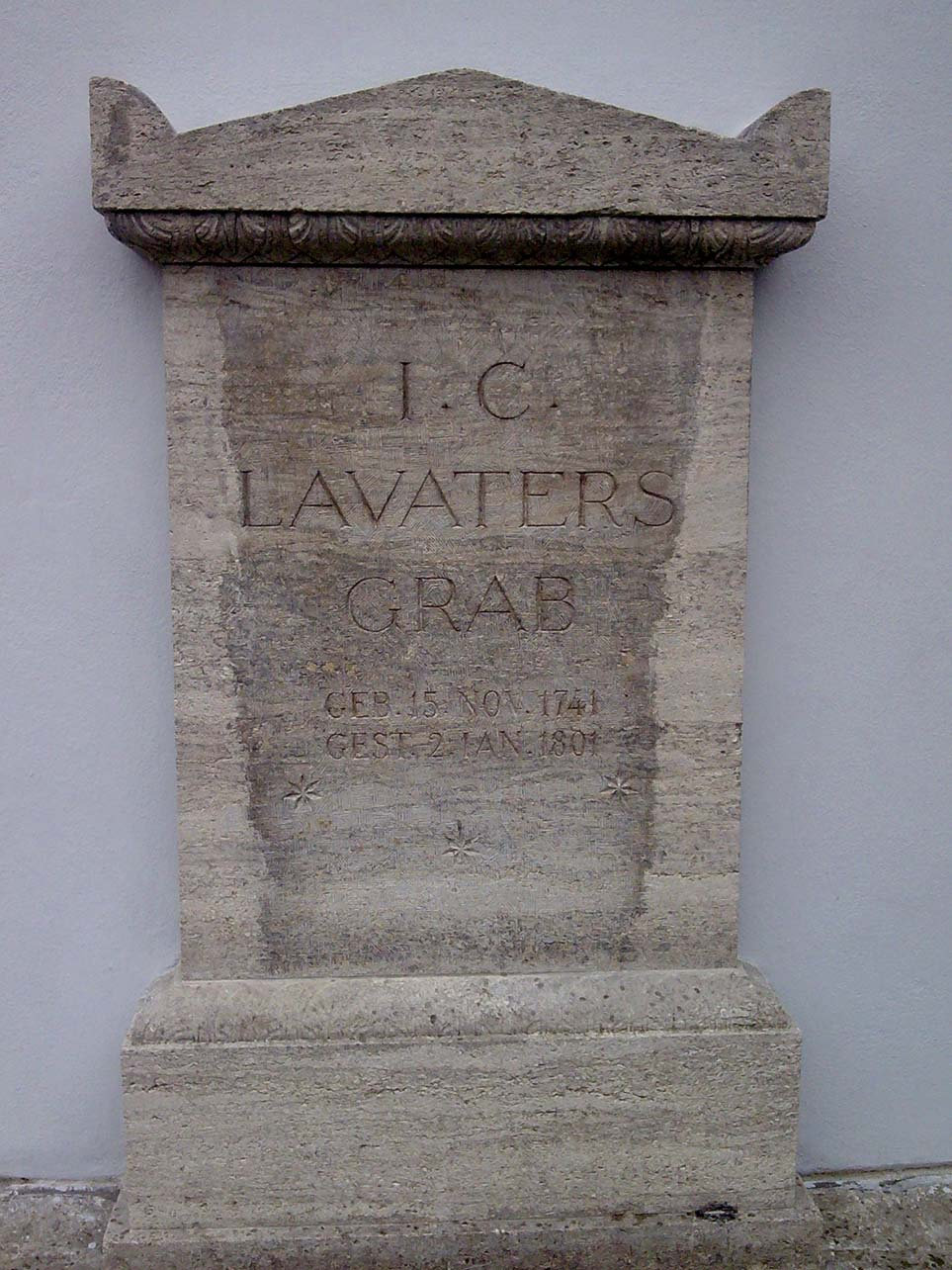
Grabstein Johann Caspar Lavaters vor der Kirche St. Peter in Zürich

- Johann Caspar Lavater (1741–1801), bekannter Vertreter der Physiognomik und Freund von Johann Wolfgang von Goethe, Pfarrer von 1786 bis 1801. Sein Grabstein steht an der nördlichen Kirchenmauer
- Heinrich Hirzel (1818–1871), bekannt als Helfer Hirzel
- Heinrich Lang (1826–1876), als wichtiger Vertreter des theologischen Liberalismus zwischen 1871 und 1876 Helfer und dann Pfarrer
- Konrad Furrer (1838–1908), Palästinaforscher und von 1876 bis 1908 Pfarrer von St. Peter
- Ueli Greminger, Schweizer Buchautor und 2007 bis 2021 Pfarrer von St. Peter
- Cornelia Camichel Bromeis, seit 2021 Pfarrerin von St. Peter